# Marco Popilio Lenas (cónsul 359 a. C.)
Marco Popilio Lenas o Lenate (en latín, Marcus Popillius M. f. C. n. Laenas) fue un político y militar de la República romana que ocupó cuatro veces el consulado, la primera vez en el año 359 a. C. de acuerdo con las fechas ofrecidas por Marco Terencio Varrón. Obtuvo un triunfo por la derrota de un ejército galo.

## Su primer consulado (año 359a.C.)
Cerca del final de su consulado, compartido con Cneo Manlio Capitolino Imperioso, los tiburtines invadieron el territorio romano a través de la frontera etrusca. Polibio afirma que esta guerra tuvo lugar treinta años después de la ocupación de Roma por los galos. Dión Casio, sin embargo, parece identificar esta guerra con aquella que tuvo lugar durante la quinta dictadura de Marco Furio Camilo, cuando se retomó la elección de los cónsules. Estos eventos tuvieron lugar en 364 a. C., alrededor de una década antes, según Tito Livio.

## Popilio Lenas, el acusador
Dos años después de estos acontecimientos, se menciona a un tal Marco Lenas como acusador del consular Cayo Licinio Estolón por la transgresión de su propia ley, que limitaba la posesión de las tierras públicas a quinientas yugadas. Pighius ha puesto a Popilio como pretor del año 357 a. C., pero esto no se justificaría por la expresión de Tito Livio, como ha demostrado Drakenborch, y es incluso improbable, por el término (accusare) utilizado por Valerio Máximo. Tal vez Popilio era edil, cuya función parece haber sido la de juzgar a los transgresores de la ley agraria, así como leyes contra la usura.

## Sus últimos consulades y su triunfo
Popilio fue cónsul de nuevo en el año siguiente (356 a. C.), cuando encerró a los Tiburtines en sus ciudades. Fue elegido cónsul por tercera vez en 350 a. C., cuando ganó una dura batalla contra los galos, en la que él mismo fue herido, y por lo que celebró un triunfo, el primer triunfo obtenido por un plebeyo. Popilio concluyó su brillante carrera con un cuarto consulado, en el año 348 a. C.